# 草酰二肼
草酰二肼（英語： 或称为乙二酸二酰肼）是一种含氮有机化合物，化学式NH2NHCOCONHNH2，常温常压下为无色或白色固体，难溶于冷水，不溶于大多数有机溶剂。它可由草酸二甲酯和水合肼反应制得。它可以作为某些二价第一行过渡金属（如锰、铁、钴、镍、铜或锌）的配体。